# 아시카와촌
아시카와촌(足川村)은 지바현 가이조군에 존재했던 촌이다. 

## 지리
- 현재의 아사히시 남부에 해당한다.
- 마을에는 구주쿠리 해변이 있고, 태평양에 접해 있으며, 대부분 평지이다

## 역사
- 1889년 4월 1일 - 정촌제 시행에 수반해 근세이후의 아시카와촌이 단독으로 지자체를 형성하였다.
- 1914년 12월 1일 - 우라가촌과 합병해, 새로운 우라가촌이 신설되어, 동일 아시카와촌은 폐지되었다.

## 인구
| 1891년 | 361   |
| 1903년 | 1,007 |
| 1912년 | 980   |

## 참고문헌
- 角川日本地名大辞典編纂委員会『角川日本地名大辞典 12 千葉県』、角川書店、1984年 ISBN 4040011201